# 藤本幹朗
藤本 幹朗（ふじもと みきお、1974年10月4日 - ）は、日本のバレーボール指導者。

## 来歴
兵庫県神戸市出身。兵庫県立神戸高塚高、東北福祉大学を経る。
三洋電機レッドソアの監督を務め、2006/07V・チャレンジリーグ優勝に導く。2008年に退任。同年、上尾メディックスのコーチに就任。2012年6月に同チームから柏エンゼルクロスに移籍し、監督に就任。
2013年7月、コーチとしてV・プレミアリーグのトヨタ車体クインシーズに移籍。2016年に退団。
2018年、9人制のパイオニアレッドソニックスで監督を務めた。
2020年からは、同じく9人制のデンソーテンレッドフェニックスのコーチを務め、2023年に監督に就任した。